# Димитър Стамболов
Димитър Стамболов Димитров Вълков е български учител и революционер, деец на Вътрешната македоно-одринска революционна организация. Вълков е борец за присъединяване на селата от Южна Тракия към Българската екзархия, участник в подготовката на Илинденско-Преображенското въстание, кмет на Ортакьой в периода 1929-1931 година.

## Биография
Димитър Стамболов е роден в 1869 или 1873 година или на 15 август 1876 година в Драбишна, Ортакьойско, тогава в Османската империя. Баща му е Стамбол Димитров, деец на борбата за църковна независимост и по-късно за освобождението на Македония и Тракия. Брат е на революционерите Руси Димитров и Тодор Стамболов. Завършва основното българско училище в Одрин на издръжка на Българската екзархия, след това учи в Сярското българско педагогическо училище и след завършването му е назначен за учител в село Буфкьой, Дедеагачко. След това преподава в Гьокче бунар и Халачли, Ортакьойска околия. Като учител преподава от 1892 до 1897 година.
Присъединява се към ВМОРО още в Сяр. В Ортакьойско пренася революционната поща и оръжие и участва в наказателни акции срещу предатели и шпиони на властите. Подпомага организирането на чети в Ортакьойско. Взема активно участие и в борбата за присъединяване на селата от Южна Тракия към Екзархия. Арестуван е и осъден, лежи в затвора в Бурса, откъдето успява да избяга. Участва в организирането на четата на Тане Николов и става четник в нея. Организира канал за снабдяването ѝ с оръжие при подготовката на Илинденско-Преображенското въстание. Отново е заловен при пренасяне на оръжие и осъден от военния съд в Одрин на 6 години тъмничен затвор. Успява да избяга и в 1903 година се установява в Пловдив, Свободна България. Взема участие в Илинденско-Преображенското въстание през лятото на същата година и след разгрома му се установява в Станимака.
Като затворник в Бурса - един от най-известните бубарски центрове на Османската империя, научава бубарския занаят. В Станимака той започва да се занимава с  производство на местни бубени семена. Работи като закупчик-комисионер на копринени пашкули от България, Сърбия и Гърция. Купува на комисионни начала и за сметка на италианеца Ангелери, директор на фирмата „Абех“ в Цюрих. Учител е в Гьокчебунар. За развитието на бубарството е награден със сребърен медал и диплом през 1906 година на изложението в Милано, Италия, а в 1907 година получава и златен медал на изложението в Лондон. В 1909 година Стамболов издава в Пловдив една от първите книги по бубарство на български език „Ръководство по бубарството“.
През Балканската война в 1912 година е в четата на Пею Шишманов. След Балканските войни се установява в Ортакьой, където в 1914 година е основател на читалище „Пробуда“.
В 1919 година, след Първата световна война, се завръща със семейството си в Драбишна, а след това се установява в Ортакьой. Продължава да се занимава с бубарство и разкрива собствена пекарна за пашкули. На практика е основоположник на масовото и модернизираното бубарство и лозарство в присъединенато към България Ортакьойско. Основава дружество на бубарите и лозарите „Трифон Зарезан“.
В 1929 година е избран за кмет на общината, като остава на поста до 1931 година. Най-належащите проблеми пред общината са настаняването и оземляването на бежанците и водоснабдяването на града. При управлението му се разглеждат и въпросите за изграждане на болница, строителството на пътя Ортакьой-Хебибчево и на мост над Арда, откриването на четвърти клас в класното училище и създаването на гимназия в града. Стамболов открива изградената електрическа инсталация по улиците на Ортакьой. С помощта депутата Димитър Янев издейства, като дарение сграда за настаняване на общината. Осигурява и сграда за болница и изгражда модерен водопровод. Успява да получи и заем от Главна дирекция за настаняване на бежанците. В 1930 година общинският съвет приема Програма за прилагане на утвърдената улична регулация на града, която има за цел да подпомогне благоустройството на града. Стамболов се занимава и с образователни и културни проблеми.
Умира на 27 април 1964 година.

## Родословие
|  |  |  |  |  |  |  |  |                                 |                                 |                                 |                                 |                                 |                                 |  |  | Стамбол Димитров (1829 – 1936) |                             |                             |                             |                             |                             |  |  |                               |                               |                               |                               |                               |                               |  |  |  |  |  |  |  |  |  |  |  |  |
|  |  |  |  |  |  |  |  |                                 |                                 |                                 |                                 |                                 |                                 |  |  |                                |                             |                             |                             |                             |                             |  |  |                               |                               |                               |                               |                               |                               |  |  |  |  |  |  |  |  |  |  |  |  |
|  |  |  |  |  |  |  |  |                                 |                                 |                                 |                                 |                                 |                                 |  |  |                                |                             |                             |                             |                             |                             |  |  |                               |                               |                               |                               |                               |                               |  |  |  |  |  |  |  |  |  |  |  |  |
|  |  |  |  |  |  |  |  | Димитър Стамболов (1869 – 1964) | Димитър Стамболов (1869 – 1964) | Димитър Стамболов (1869 – 1964) | Димитър Стамболов (1869 – 1964) | Димитър Стамболов (1869 – 1964) | Димитър Стамболов (1869 – 1964) |  |  | Руси Димитров (1876 – 1929)    | Руси Димитров (1876 – 1929) | Руси Димитров (1876 – 1929) | Руси Димитров (1876 – 1929) | Руси Димитров (1876 – 1929) | Руси Димитров (1876 – 1929) |  |  | Тодор Стамболов (1884 – 1969) | Тодор Стамболов (1884 – 1969) | Тодор Стамболов (1884 – 1969) | Тодор Стамболов (1884 – 1969) | Тодор Стамболов (1884 – 1969) | Тодор Стамболов (1884 – 1969) |  |  |  |  |  |  |  |  |  |  |  |  |